# اتم اطراف
در ساختار دکس لاند، هر مولکول یا یون هر اتمی که اتم مرکزی نباشد، اتم اطراف نام می‌گیرد.
برای نمونه، در تترا کلرو متان یا کربن تترا کلرید (CCl۴)  اتم مرکزی C و اتم‌های اطراف Clها هستند.